# Parasada
Parasada là một chi bướm đêm thuộc họ Noctuidae. Hoa văn của chúng là những họa tiết chính trong các đền Hindu cũng như một số chùa.